# Campionati mondiali di ginnastica ritmica sportiva 1996
I XX Campionati mondiali di ginnastica ritmica sportiva si sono svolti a Budapest, in Ungheria, dal 19 al 23 giugno 1996.

## Risultati
| Evento                     | Oro                                   | Argento                                                                                | Bronzo                              |
| Individuale (palla)        | Kateryna Serebrjans'ka Ucraina 10,000 | Larysa Luk'janenka Bielorussia / Marija Petrova Bulgaria / Amina Zaripova Russia 9,950 | --                                  |
| Individuale (nastro)       | Olena Vitryčenko Ucraina 10,000       | Jana Farchadovna Batyršina Russia 9,983                                                | Jaŭhenija Paŭlina Bielorussia 9,950 |
| Individuale (clavette)     | Amina Zaripova Russia 10,000          | Olena Vitryčenko Ucraina 9,950                                                         | Marija Petrova Bulgaria 9,933       |
| Individuale (fune)         | Larysa Luk'janenka Bielorussia 9,950  | Kateryna Serebrjans'ka Ucraina 9,933                                                   | Diana Popova Bulgaria 9,800         |
| Gruppo (5 cerchi)          | Bielorussia 19,866                    | Russia 19,816                                                                          | Ucraina 19,733                      |
| Gruppo (3 palle, 2 nastri) | Spagna 19,816                         | Russia 19,800                                                                          | Bielorussia 19,700                  |
| Gruppo (concorso completo) | Bulgaria 39,600                       | Spagna 39,400                                                                          | Bielorussia 39,333                  |

## Medagliere
| Pos. | Nazione     | Oro | Argento | Bronzo | Totale |
| 1    | Ucraina     | 2   | 2       | 1      | 5      |
| 2    | Bielorussia | 2   | 1       | 3      | 6      |
| 3    | Russia      | 1   | 4       | 0      | 5      |
| 4    | Bulgaria    | 1   | 1       | 2      | 4      |
| 5    | Spagna      | 1   | 1       | 0      | 2      |